# NGC 2380
NGC 2380 (również NGC 2382 lub PGC 20916) – galaktyka soczewkowata (SB0), znajdująca się w gwiazdozbiorze Wielkiego Psa.
Odkrył ją John Herschel 1 lutego 1837 roku. Ponownie obserwował ją 5 lutego tego samego roku, jednak obliczone przez niego pozycje z obu obserwacji się różniły i z tego powodu skatalogował ją jako dwa różne obiekty. Błędu tego nie zauważył John Dreyer i umieścił galaktykę w swoim katalogu jako NGC 2382 (obserwacja Herschela z 1 lutego) i NGC 2380 (obserwacja z 5 lutego).